# Rue Gay-Lussac
Pour les articles homonymes, voir Rue et Gay-Lussac.
La rue Gay-Lussac est une voie située dans le quartier du Val-de-Grâce du 5e arrondissement de Paris.

## Situation et accès
La rue Gay-Lussac est desservie par le RER B à la gare du Luxembourg.

## Origine du nom

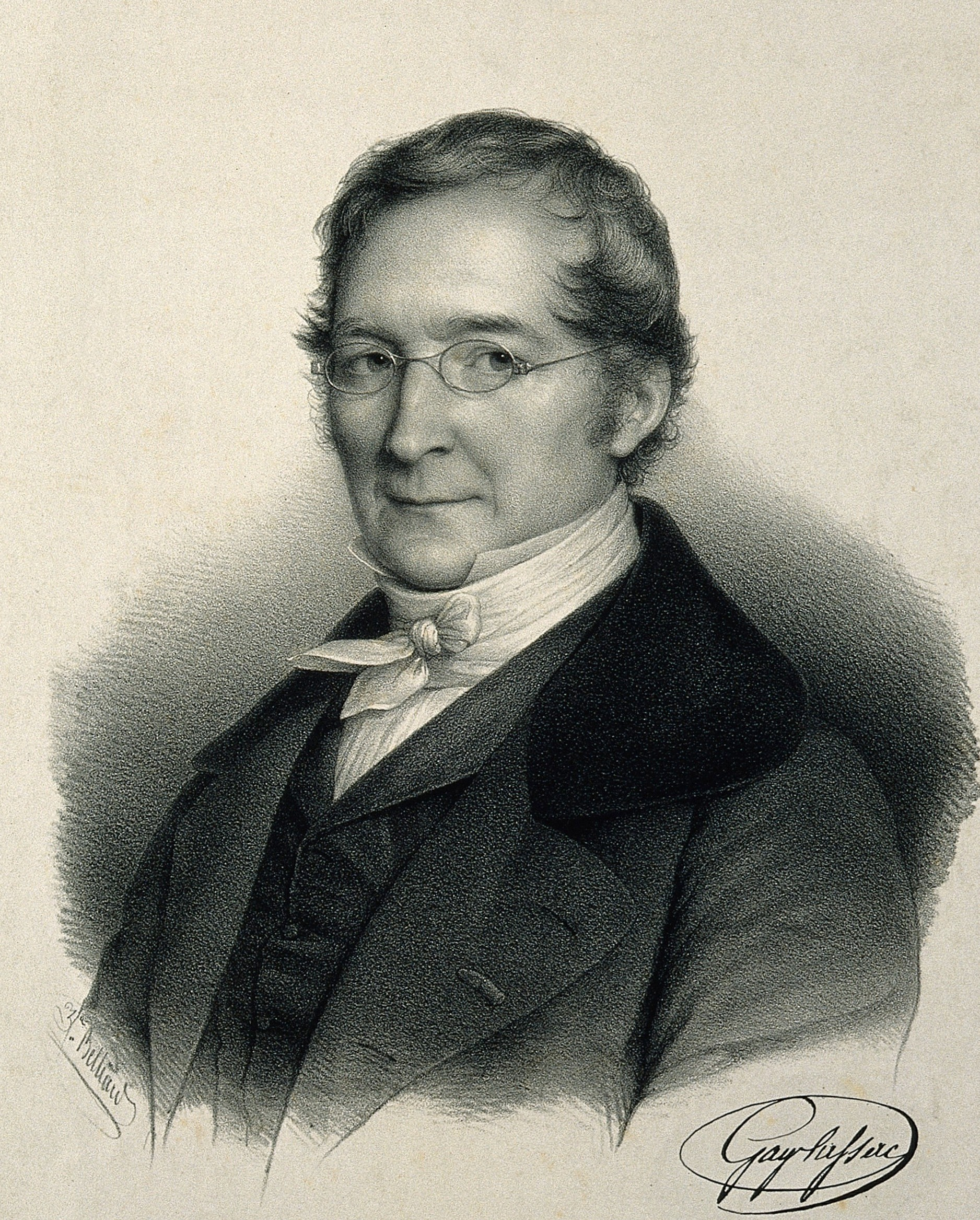
Joseph Louis Gay-Lussac.

Elle porte le nom du chimiste français Joseph Louis Gay-Lussac (1778-1850).

## Histoire
Un décret impérial du 30 juillet 1859 a déclaré d'utilité publique l'ouverture d'une rue allant du Luxembourg à la jonction des rues Mouffetard et du Fer-à-Moulin.
Cette rue fut percée la même année de l’avenue des Gobelins au boulevard Saint-Michel dans le cadre des travaux d’urbanisme d’Haussmann pour doubler à l’ouest de la montagne Sainte-Geneviève, en complément de la rue Monge sur le flanc opposé de cette colline, l’axe historique de la route d’Italie à l’île de la Cité par les étroites rues Mouffetard, Descartes, de la Montagne Sainte-Geneviève et Galande.
Cette nouvelle voie absorbe une partie des rues Royer-Collard, Sainte-Catherine, Saint-Jacques et l'impasse Saint-Dominique.
En vertu d'un décret impérial du 2 mars 1864, cette voie a reçu la dénomination de « rue Gay-Lussac ».
La partie de la rue Gay-Lussac de la place Pierre-Lampué à l’avenue des Gobelins fut renommée rue Claude-Bernard en 1881.
Des fouilles menées par l'Institut national de recherches archéologiques préventives (INRAP), au no 64 de la rue et au 3, rue des Ursulines, durant l'automne 2002, ont mis au jour dans les couches les plus profondes quelques vestiges gallo-romains datant des Ier et IIe siècles, notamment des piles de l'aqueduc d'Arcueil contournant la montagne Sainte-Geneviève.
Parmi les figures de la rue Gay-Lussac, le peintre naïf Ferdinand Desnos y fut concierge d'immeuble.
Cette rue a été le théâtre des principaux affrontements entre manifestants et forces de l'ordre (CRS) au cours des évènements de mai 1968.
Le domicile de Wanda Wojnarowska est situé dans cette rue lors de sa mort

## Bâtiments remarquables et lieux de mémoire
- Au no 1 meurt l'acteur Mounet-Sully en 1916 ; une plaque lui rend hommage.
- Au no 5 : George Sand a eu un pied-à-terre de juin 1868 jusqu'à la fin de sa vie[réf. nécessaire].
- Au no 9 vécut Pablo Picasso de 1951 à 1954 ; une plaque lui rend hommage.
- Au no 10 vécut le sculpteur Eugène-Antoine Aizelin[4].
- Au no 12 habita l'écrivain Paul Valéry de 1891 à 1899 ; une plaque lui rend hommage.
- Au no 17 vécut l'écrivain Victor Cherbuliez, membre de l'Académie française, qui utilisait parfois le pseudonyme de G. Valbert[5].
- Au no 26, on peut observer une porte cochère de style néogothique construite en 1868.
- Au no 31 : Institut d'études hispaniques de l'université Paris-Sorbonne, inauguré en 1929 (bâtiment reconstruit par la suite)[6],[7].
- Au no 30 : Librairie du Québec.
- Au no 34 : le poète Paul Fort y habite de 1915 à 1960 ; une plaque lui rend hommage.
- Au no 39 : monastère des Sœurs de l'Adoration réparatrice.
- Au no 39 ter : bâtiment de style Art déco construit par Roger-Henri Expert (menacé de destruction)[8].
- Au no 41 : l'Institut national d'étude du travail et de la formation professionnelle du CNAM et l'École nationale d'assurances.
- Au no 44 : en mai-juin 1870, domicile de graveur Charles Jules Waltner (1820-1911)[9].
- Au no 52 : le poète Amorim de Carvalho y habite de 1969 à 1974 ; une plaque lui rend hommage.
- Au no 64 : les fouilles de l'INRAP permirent de mettre au jour de la céramique sigillée dont les estampilles furent étudiées (marques italiques ou arétines, marques gallo-romaines), des pâtes, des formes et des décors (ateliers de la Gaule du Sud, du Centre et de l'Est), permettant de donner une indication sur la chronologie de l'occupation antique du site[10].

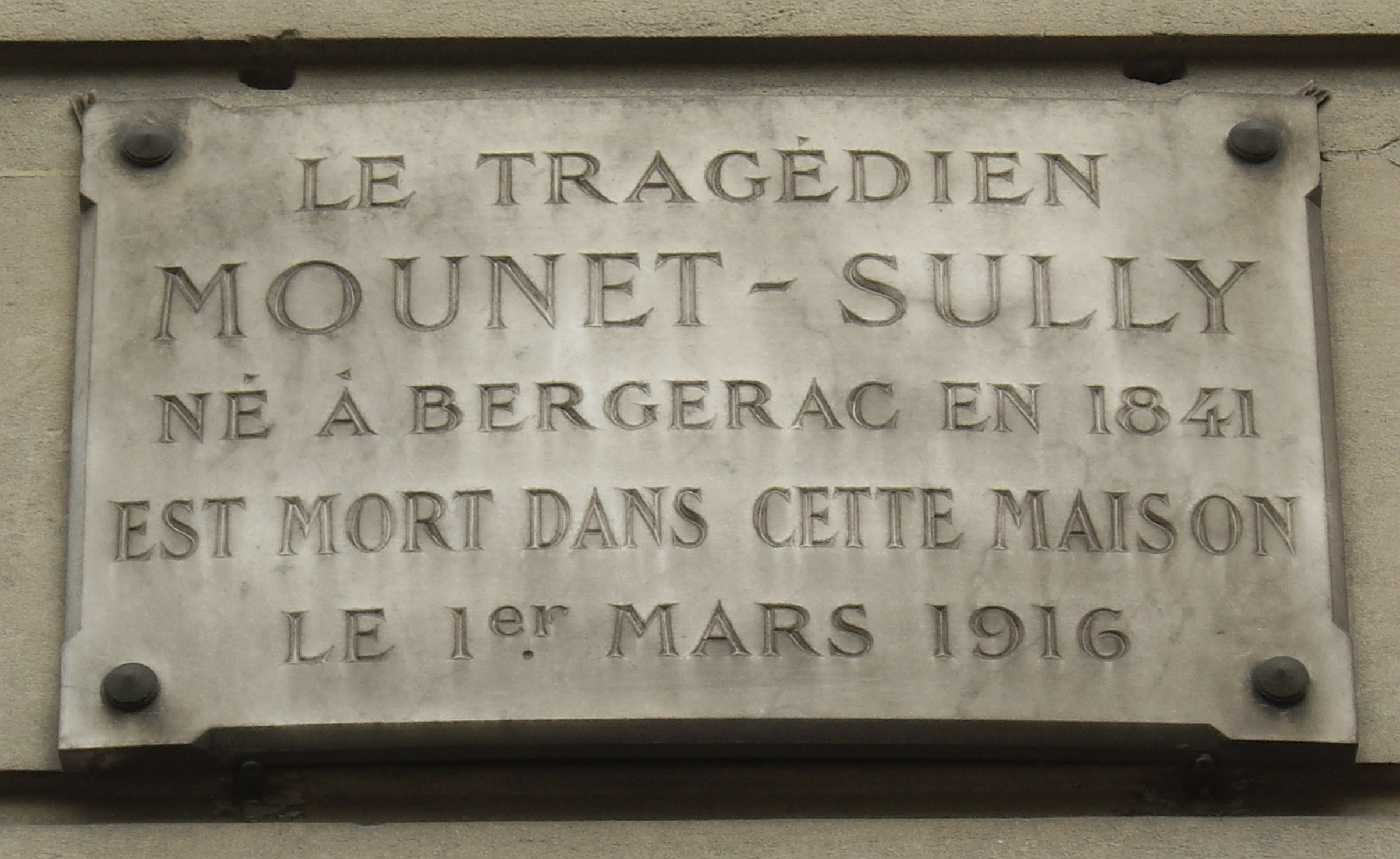
Plaque au no 1.
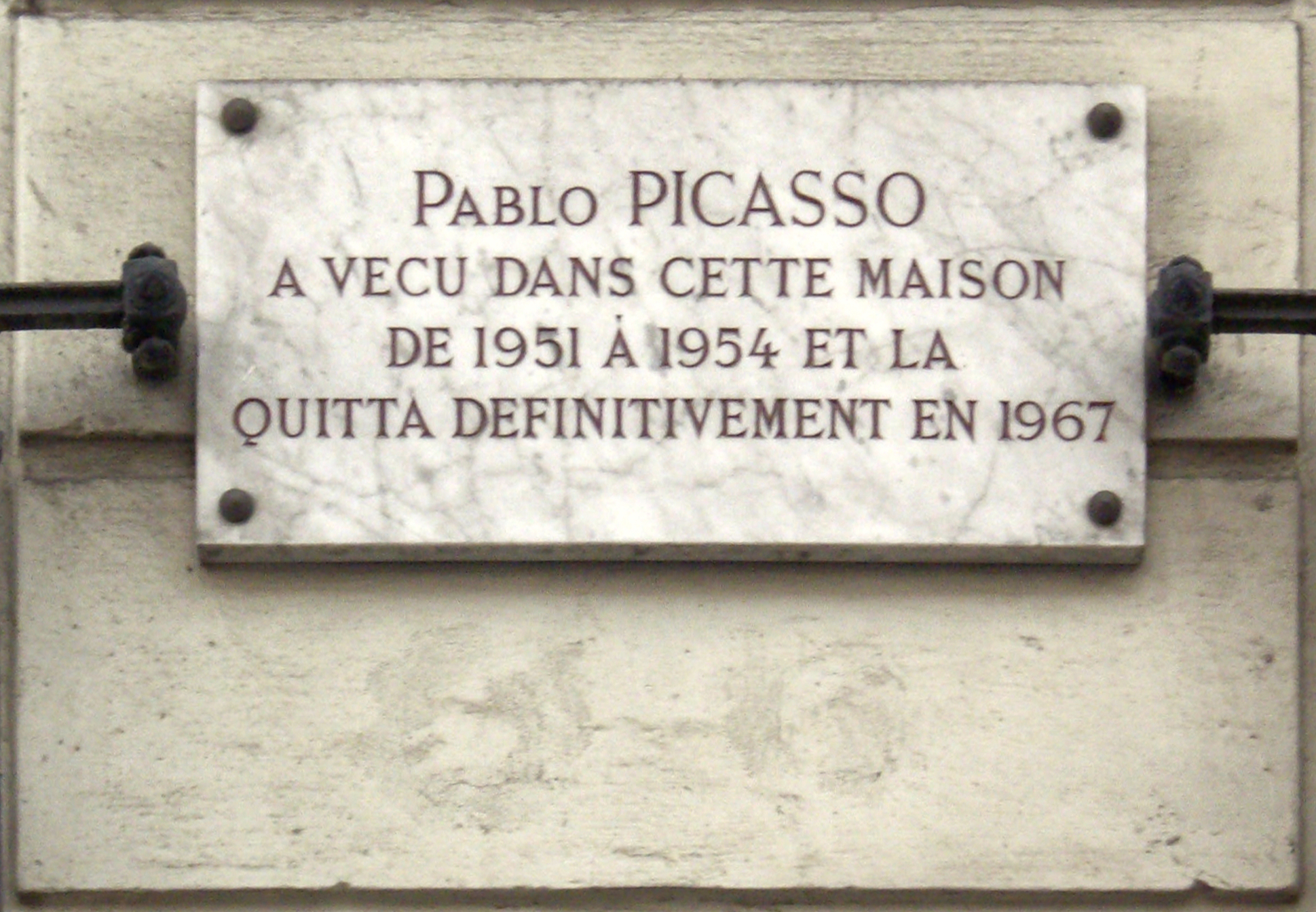
Plaque au no 9.
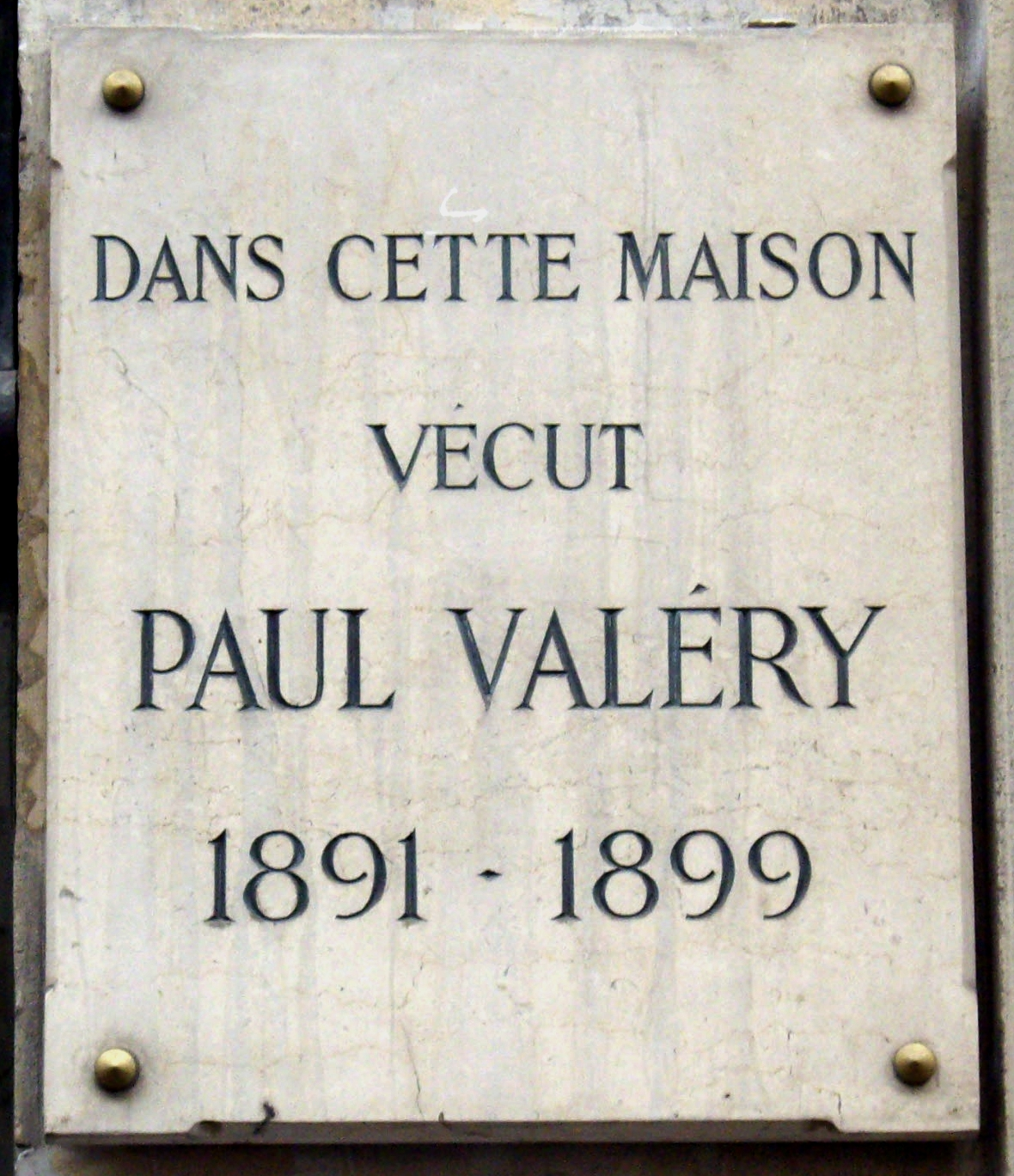
Plaque au no 12.
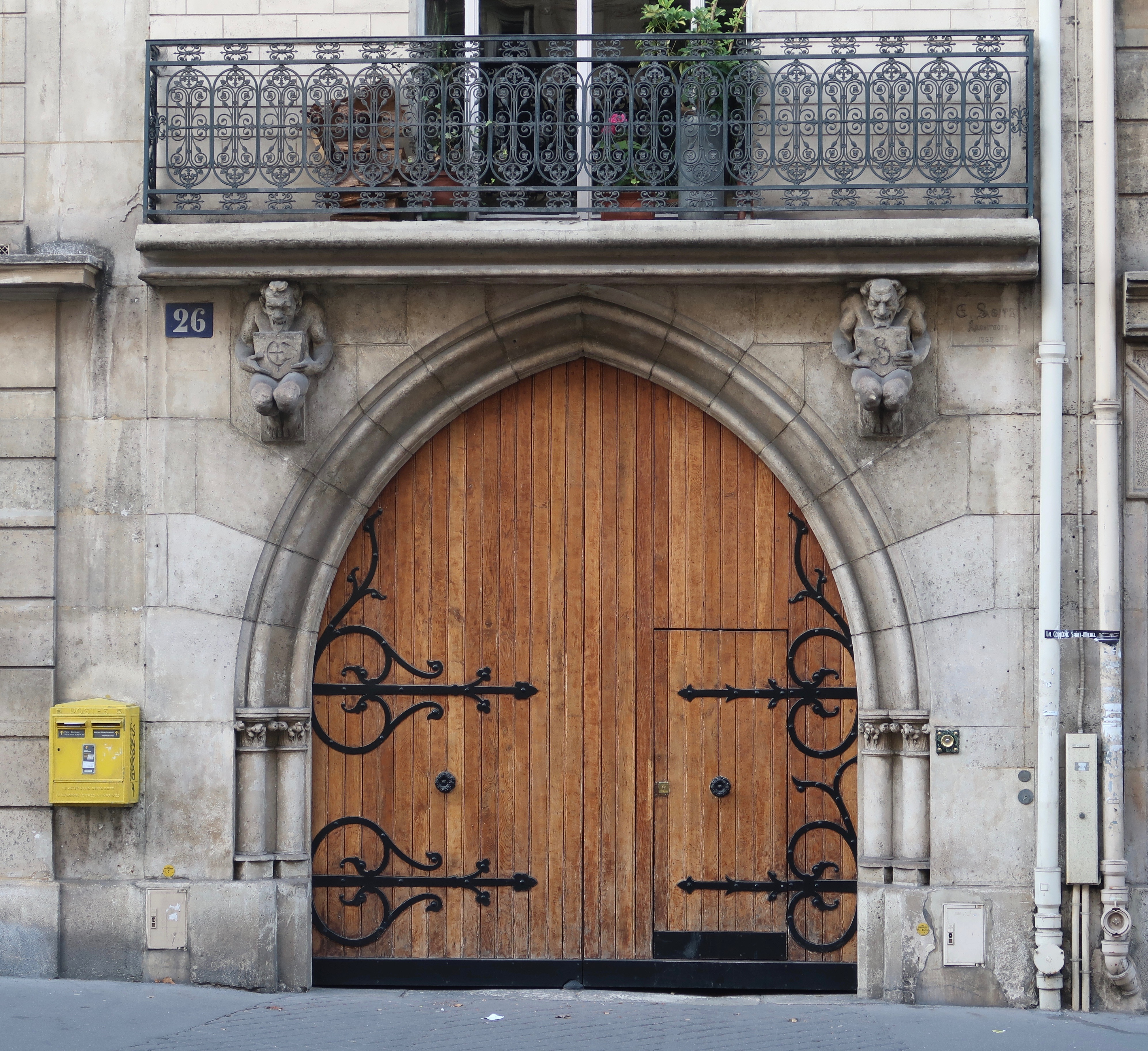
Porte au no 26.
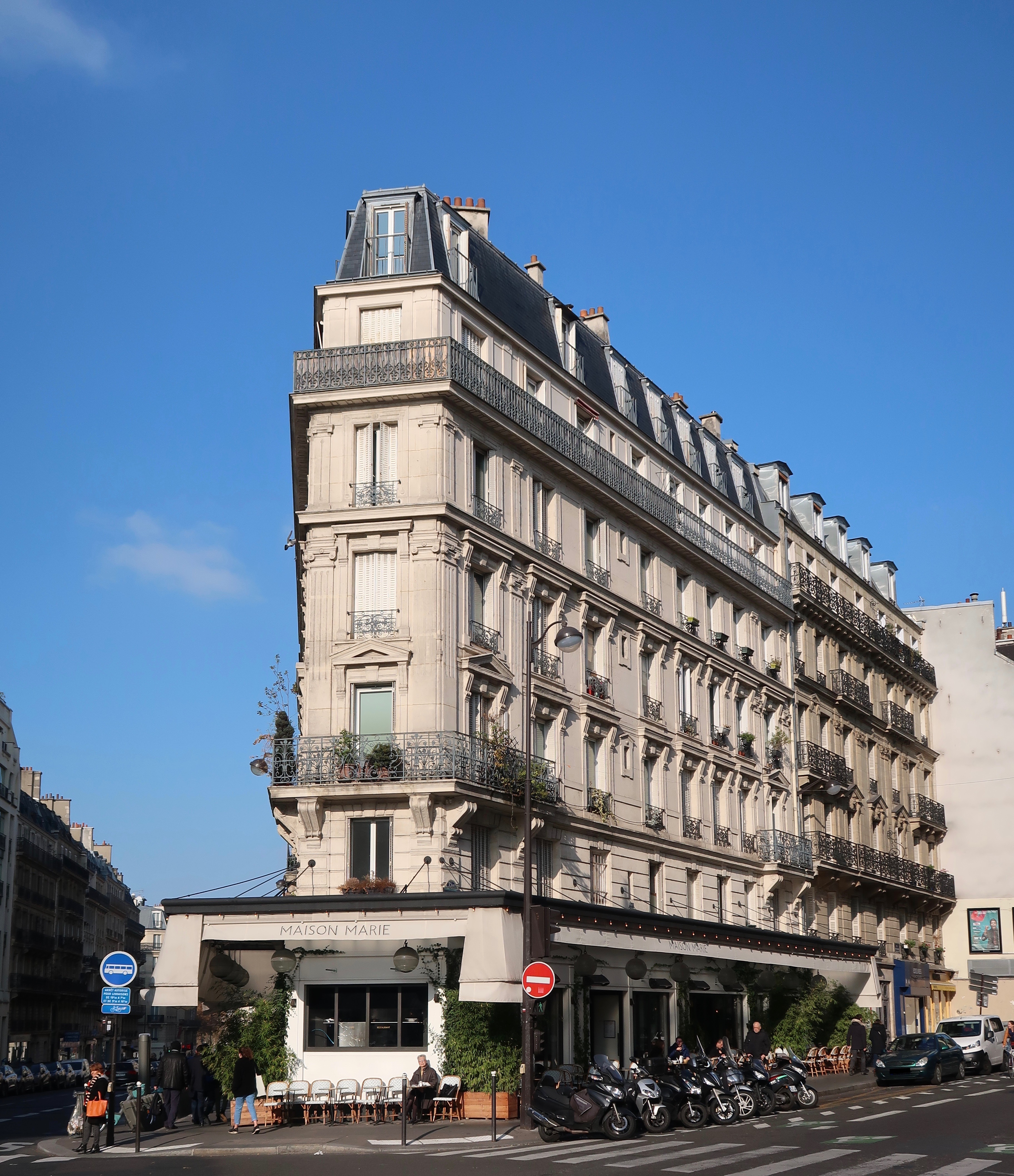
Immeuble au croisement avec la rue Saint-Jacques.
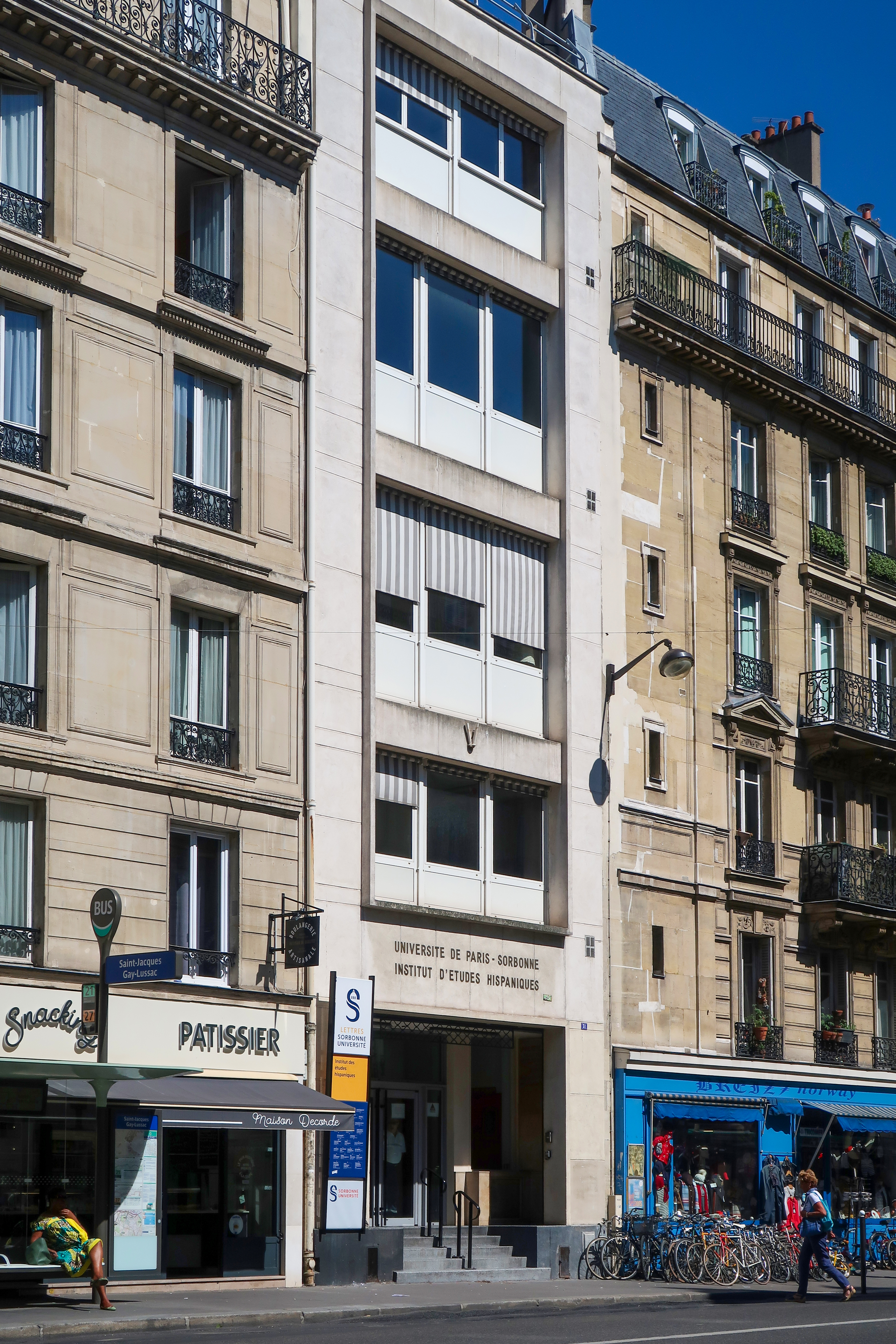
No 31.
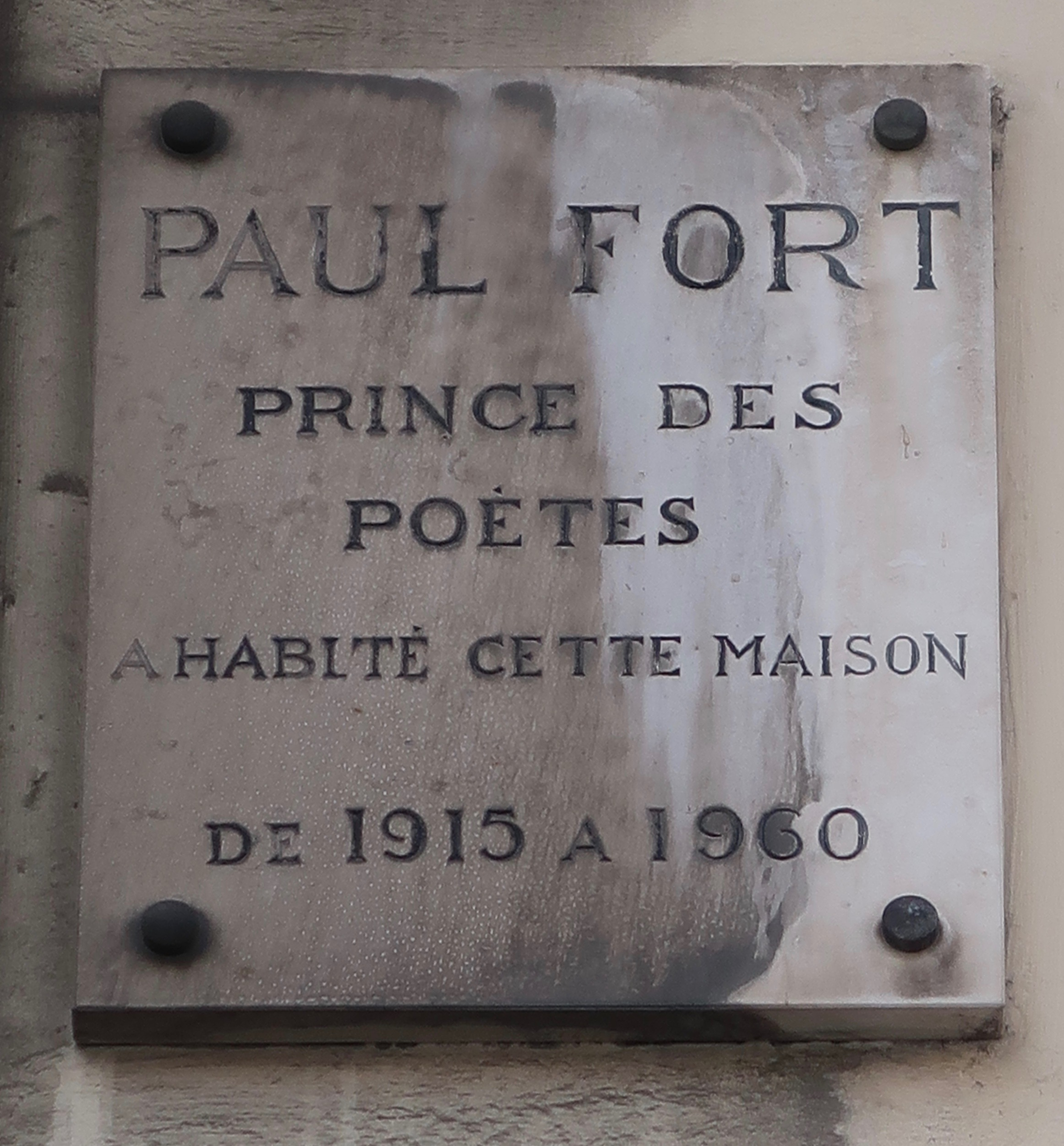
Plaque au no 34.
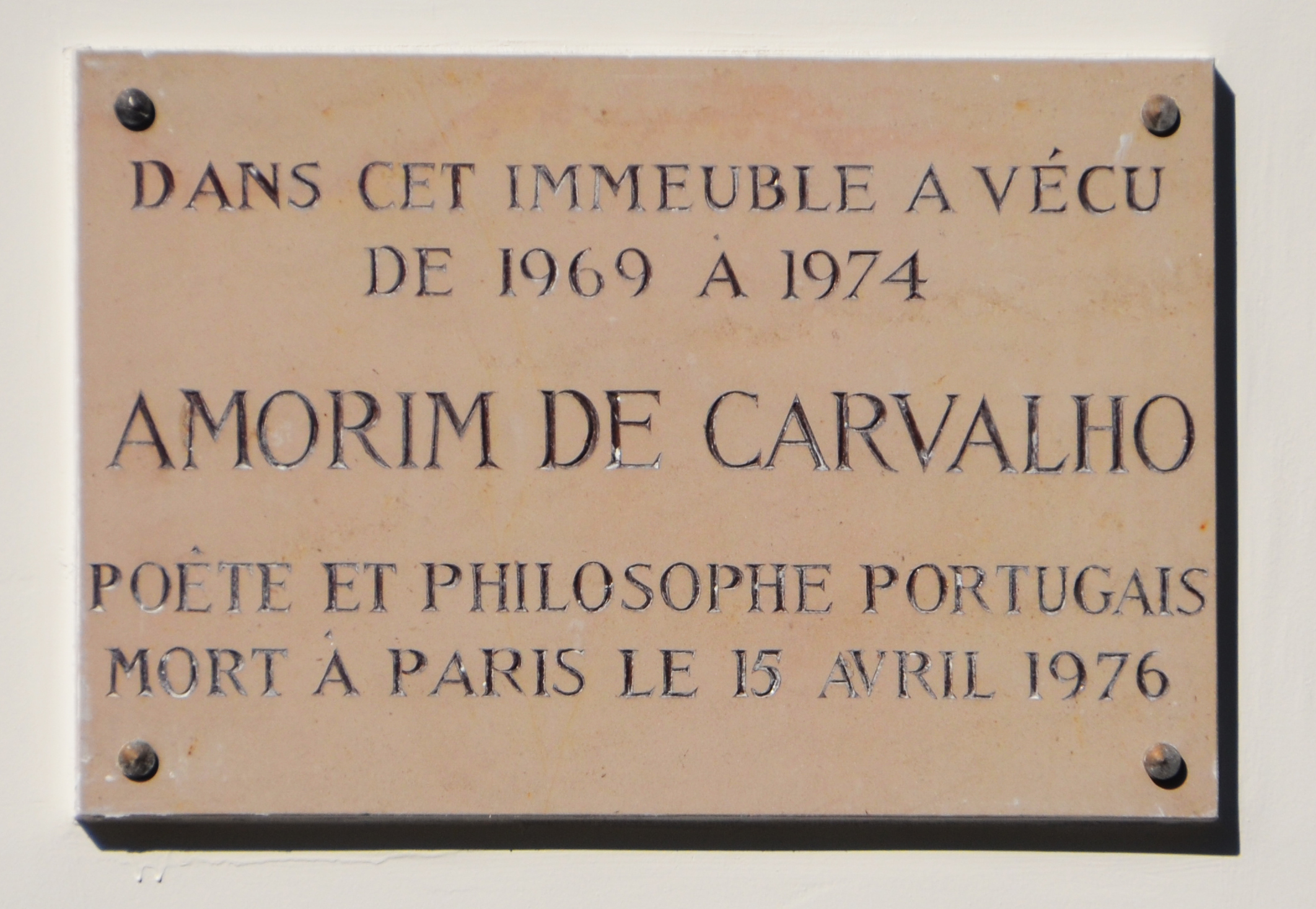
Plaque au no 52.
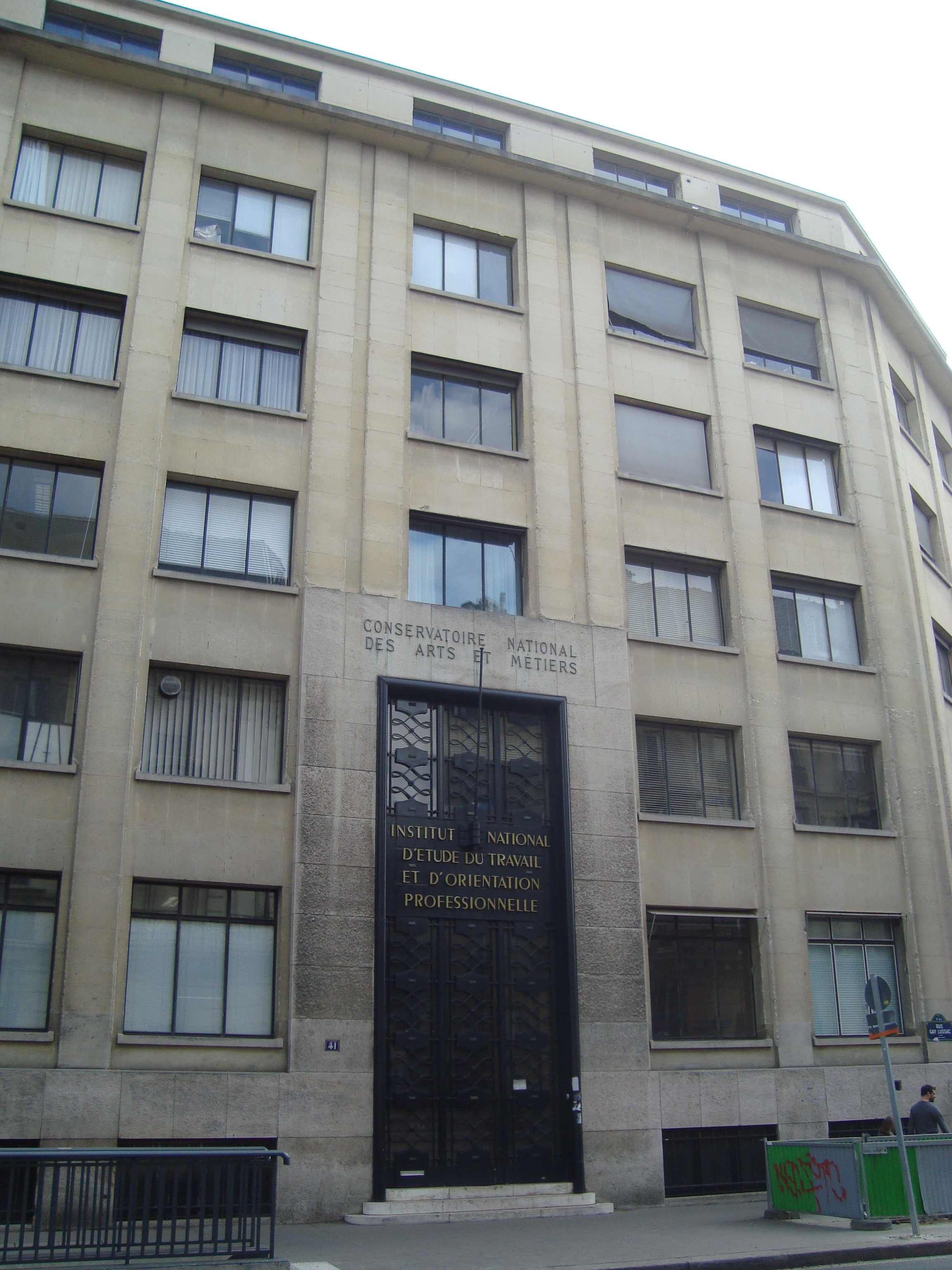
Bâtiment dépendant du CNAM.